# ویلای والمارانا
ویلای والمارانا (انگلیسی: Villa Valmarana) یک ویلای رنسانس واقع در لیسیرا، محلی از بولتزانو ویچنتینو، استان ویچنزا، شمال ایتالیا است. طراحی شده توسط آندرا پالادیو که در ابتدا در دهه ۱۵۶۰ برای خانواده والمارانا ساخته شد.